# アベンジャーズ コンフィデンシャル: ブラック・ウィドウ & パニッシャー
『アベンジャーズ コンフィデンシャル: ブラック・ウィドウ & パニッシャー』（Avengers Confidential: Black Widow & Punisher）は、マッドハウスの2014年の日本のスーパーヒーロー・アニメ映画である。マーベル・エンターテインメントとソニー・ピクチャーズ エンタテインメント ジャパンSH DTV AC BW&P パートナーズによって制作された、『Marvel Anime』シリーズの続編である。2014年9月3日にリリースされた。

## プロット
パニッシャーはS.H.I.E.L.D.の極秘任務を妨害したことにより逮捕される。彼は釈放と引き換えにブラック・ウィドウと協力し、テロリストによって盗まれたS.H.I.E.L.D.の技術を奪還する作戦に参加する。

## キャスト
| 役名                                    | 英語声優                     | 日本語声優 |
| --------------------------------------- | ---------------------------- | ---------- |
| ナターシャ・ロマノフ/ブラック・ウィドウ | ジェニファー・カーペンター   | 沢城みゆき |
| フランク・キャッスル/パニッシャー       | ブライアン・ブルーム         | 玄田哲章   |
| エリアス・スター                        | グラント・ジョージ           | 東地宏樹   |
| オリオン                                | JB・ブラン                   | 菅原正志   |
| カイン                                  | カイル・エベール             | 大友龍三郎 |
| トニー・スターク/アイアンマン           | マシュー・マーサー           | 藤原啓治   |
| アマデウス・チョ                        | エリック・バウザ             | 浪川大輔   |
| マリア・ヒル                            | カリ・ウォールグレン         | 皆川純子   |
| ホークアイ                              | トロイ・ベイカー             | 阪口周平   |
| ハルク                                  | フレッド・タタショア         | 烏丸祐一   |
| レン                                    | フレッド・タタショア         | いずみ尚   |
| ニック・フューリー                      | ジョン・エリック・ベントリー | 手塚秀彰   |

## スタッフ

### 制作スタッフ
- 原作 - マーベル・コミック
- 監督 - 清水健一
- 原案 - マージョリー・リュー
- 脚本 - 広田光毅
- キャラクターデザイン - 箕輪豊
- サブキャラクターデザイン・総作画監督 - 諸貫哲朗
- コンセプトデザイン - 森山洋
- メカニックデザイン - 神宮司訓之、垪和等
- 銃器・小物デザイン - 神宮司訓之、箕輪豊、垪和等、諸貫哲朗
- 絵コンテ - 清水健一、渕上真、垪和等
- 演出チーフ - 渕上真
- 演出 - 石田暢、八田洋介
- 作画監督 - 嶋謙一、Ko Kyoung Nam、村谷貴志、小林明美、Cindy H.Yamauchi、佐藤貴浩
- アクション作画監督 - 垪和等
- 色彩設計 - 野口幸恵
- 特殊効果 - イノウエシン
- 美術監督・美術ボード - 橋本和幸
- 撮影監督 - 藤田賢治
- 3DCG制作 - MADBOX
- 3DCGプロデューサー - 根本繁樹
- 3DCGディレクター - 籔田修平
- 編集 - 木村佳史子、塚常真理子
- 音響監督 - 中嶋聡彦、三間雅文
- 音響効果 - 倉橋静男（サウンドボックス）
- 音楽 - 高橋哲也
- エグゼクティブプロデューサー - 滝山雅夫、岡田浩行、アラン・ファイン、ジェフ・ローブ、ダン・バックレー、サイモン・フィリップス
- 共同エグゼクティブプロデューサー - スタン・リー、ジョー・ケサダ
- プロデューサー - 森島太朗、スコット・オールフ、メーガン・トーマス・ブラッドナー、ハリソン・ウィルコックス
- アニメーション制作 - マッドハウス
- 製作 - SH DTP BW&P Partners、ソニー・ピクチャーズ エンタテインメント、マッドハウス

### 英語版スタッフ
- キャスティング・音声監督 - ジェイミー・シモーヌ
- 翻訳アソシエイトプロデューサー - ユリカ・アラキ・デニス
- 翻訳監修 - リタ・マイクート
- 英語版制作 - スタジオポリス